# Discographie des Pussycat Dolls
Cette page présente la liste des albums et des singles du groupe américain The Pussycat Dolls ainsi que leur classement.

## Albums

### Albums studio
| Année | Album           | Classement des ventes | Classement des ventes | Classement des ventes | Classement des ventes | Classement des ventes | Classement des ventes | Classement des ventes | Classement des ventes | Classement des ventes | Classement des ventes | Classement des ventes | Classement des ventes | Classement des ventes | Classement des ventes | Classement des ventes | Classement des ventes | Classement des ventes | Classement des ventes | Classement des ventes | Classement des ventes | Classement des ventes | Ventes françaises | Ventes totales | Certifications                                                         |
| Année | Album           | FR                    | BEL/Fr                | BEL/Nl                | É-U                   | R-U                   | CAN                   | AUS                   | ALL                   | IRL                   | N-Z                   | SUI                   | AUT                   | P-B                   | SUE                   | FIN                   | NOR                   | DAN                   | ESP                   | POR                   | EUR                   | Monde                 | Ventes françaises | Ventes totales | Certifications                                                         |
| ----- | --------------- | --------------------- | --------------------- | --------------------- | --------------------- | --------------------- | --------------------- | --------------------- | --------------------- | --------------------- | --------------------- | --------------------- | --------------------- | --------------------- | --------------------- | --------------------- | --------------------- | --------------------- | --------------------- | --------------------- | --------------------- | --------------------- | ----------------- | -------------- | ---------------------------------------------------------------------- |
| 2005  | PCD             | 23                    | 12                    | 5                     | 5                     | 7                     | 5                     | 8                     | 6                     | 1                     | 1                     | 9                     | 13                    | 9                     | 21                    | 29                    | 10                    | 13                    | 27                    | 12                    | —                     | 7                     | ~ 150 000         | 6 897 450      | ARIA: 3 × Platine BPI: 3 × Platine RIAA: 3 × Platine IFPI: 2 × Platine |
| 2008  | Doll Domination | 16                    | 22                    | 17                    | 4                     | 4                     | 3                     | 4                     | 10                    | 6                     | 8                     | 7                     | 16                    | 24                    | —                     | 38                    | —                     | —                     | 38                    | 25                    | 8                     | 5                     | ~ 200 000         | 2 000 000      | ARIA: Platine BPI: Or                                                  |

### EPs
| Année                 | Album                                  | Classement | Classement | Classement | Certifications         |
| Année                 | Album                                  | R-U        | EUR        | Monde      | Certifications         |
| --------------------- | -------------------------------------- | ---------- | ---------- | ---------- | ---------------------- |
| 2006 (4 juillet 2006) | Sessions@AOL (Album Live)              | —          | —          | —          | —                      |
| 2007 (2007)           | PCD (Essentials EP)                    | —          | —          | —          | —                      |
| 2009 (27 avril 2009)  | Dolls Domination - The mini-collection | 9          | 38         | 4          | - - 7x Platine - 3x Or |

## Chansons

### Singles
| Année | Single                                                     | Classement des ventes | Classement des ventes | Classement des ventes | Classement des ventes | Classement des ventes | Classement des ventes | Classement des ventes | Classement des ventes | Classement des ventes | Classement des ventes | Classement des ventes | Classement des ventes | Classement des ventes | Classement des ventes | Classement des ventes | Classement des ventes | Classement des ventes | Classement des ventes | Classement des ventes | Classement des ventes | Classement des ventes | Certifications                    | Album           |
| Année | Single                                                     | FR                    | BEL/Fr                | BEL/Nl                | É-U Hot               | É-U Pop               | R-U                   | CAN                   | AUS                   | ALL                   | IRL                   | N-Z                   | SUI                   | AUT                   | P-B                   | SUE                   | FIN                   | NOR                   | DAN                   | ITA                   | EUR                   | Monde                 | Certifications                    | Album           |
| ----- | ---------------------------------------------------------- | --------------------- | --------------------- | --------------------- | --------------------- | --------------------- | --------------------- | --------------------- | --------------------- | --------------------- | --------------------- | --------------------- | --------------------- | --------------------- | --------------------- | --------------------- | --------------------- | --------------------- | --------------------- | --------------------- | --------------------- | --------------------- | --------------------------------- | --------------- |
| 2004  | Sway                                                       | 6                     | —                     | —                     | 4                     | 3                     | 2                     | 8                     | 1                     | —                     | —                     | 7                     | 9                     | 3                     | 4                     | —                     | —                     | —                     | —                     | —                     | 1                     | —                     | —                                 | PCD             |
| 2005  | Don't Cha (feat. Busta Rhymes)                             | 6                     | 4                     | 1                     | 2                     | 1                     | 1                     | 1                     | 1                     | 1                     | 1                     | 1                     | 1                     | 2                     | 2                     | 5                     | 7                     | 1                     | 2                     | 5                     | 1                     | 1                     | - - 3 × Platine - 6x Or - Argent  | PCD             |
| 2005  | Stickwitu                                                  | 17                    | 33                    | 5                     | 5                     | 2                     | 1                     | 3                     | 2                     | 11                    | 2                     | 1                     | 6                     | 11                    | 2                     | 28                    | —                     | 3                     | —                     | 6                     | 4                     | 2                     | Platine                           | PCD             |
| 2006  | Beep (feat. Will.i.am)                                     | 10                    | 7                     | 1                     | 13                    | 8                     | 2                     | 48                    | 3                     | 5                     | 2                     | 1                     | 6                     | 7                     | 2                     | 15                    | 11                    | 3                     | —                     | 10                    | 2                     | 5                     | Or                                | PCD             |
| 2006  | Buttons (feat. Snoop Dogg)                                 | 12                    | 6                     | 4                     | 3                     | 2                     | 3                     | 13                    | 2                     | 4                     | 4                     | 1                     | 3                     | 1                     | 7                     | 36                    | 11                    | —                     | 14                    | 18                    | 7                     | 5                     | - - 2 × Platine - 2 × Or          | PCD             |
| 2006  | I Don't Need a Man                                         | 12                    | 8                     | 7                     | 93                    | 83                    | 7                     | 7                     | 6                     | 11                    | 9                     | 7                     | 15                    | 19                    | 5                     | 27                    | 17                    | —                     | —                     | 13                    | 14                    | 30                    | —                                 | PCD             |
| 2006  | Wait a Minute (feat. Timbaland)                            | —                     | —                     | 18                    | 28                    | 23                    | 60                    | 24                    | 16                    | 27                    | —                     | 24                    | 41                    | 49                    | 17                    | 25                    | 3                     | —                     | —                     | —                     | 90                    | 39                    | —                                 | PCD             |
| 2007  | Right Now (Version NBA)                                    | —                     | —                     | —                     | —                     | —                     | —                     | —                     | —                     | —                     | —                     | —                     | —                     | —                     | —                     | —                     | —                     | —                     | —                     | —                     | —                     | —                     | —                                 | PCD             |
| 2008  | When I Grow Up                                             | 2                     | 3                     | 3                     | 9                     | 5                     | 3                     | 3                     | 2                     | 7                     | 3                     | 5                     | 10                    | 7                     | 21                    | 18                    | 9                     | 13                    | 6                     | —                     | 3                     | 6                     | - - 3 × Platine - Or              | Doll Domination |
| 2008  | Whatcha Think About That (feat. Missy Elliott)             | —                     | —                     | —                     | 108                   | 70                    | 9                     | 66                    | —                     | —                     | 12                    | —                     | —                     | —                     | —                     | —                     | —                     | —                     | —                     | —                     | 26                    | —                     | —                                 | Doll Domination |
| 2008  | I Hate This Part                                           | 3                     | 2                     | 5                     | 11                    | 10                    | 12                    | 5                     | 10                    | 12                    | 9                     | 9                     | 9                     | 7                     | 53                    | —                     | 19                    | 16                    | 15                    | —                     | 4                     | 10                    | - - Platine - 3x Or               | Doll Domination |
| 2008  | Top Of The World                                           | —                     | —                     | —                     | 79                    | —                     | —                     | 53                    | —                     | —                     | —                     | —                     | —                     | —                     | —                     | —                     | —                     | —                     | —                     | —                     | —                     | —                     | —                                 | Doll Domination |
| 2009  | Bottle Pop (feat. Snoop Dogg)                              | —                     | —                     | —                     | 1                     | —                     | —                     | 8                     | 1                     | —                     | —                     | 1                     | —                     | —                     | —                     | —                     | —                     | —                     | —                     | —                     | —                     | —                     | —                                 | Doll Domination |
| 2009  | Jai Ho! (You Are My Destiny) (feat. A.R. Rahman)           | 3                     | —                     | 3                     | 1                     | 2                     | 3                     | 4                     | 1                     | —                     | 1                     | 2                     | 1                     | 1                     | —                     | 4                     | 6                     | —                     | —                     | —                     | 4                     | 7                     | - - 2 × Or - 3 × Platine - Argent | Doll Domination |
| 2009  | Hush Hush; Hush Hush (feat. Carmen Electra & Perez Hilton) | 5                     | —                     | —                     | 9                     | 5                     | 25                    | 6                     | 15                    | —                     | —                     | —                     | —                     | —                     | —                     | —                     | —                     | —                     | —                     | —                     | 54                    | —                     | —                                 | Doll Domination |
| 2020  | React                                                      | 21                    | —                     | —                     | —                     | —                     | —                     | —                     | —                     | —                     | —                     | —                     | —                     | —                     | —                     | —                     | —                     | —                     | —                     | —                     | —                     | —                     | —                                 |                 |

### Singles promotionnels
- 2004 : Quien será
- 2007 : Right Now
- 2009 : Top of the World pour The City, la série sur MTV.